# Большой Чудов переулок
Большо́й Чу́дов переу́лок — небольшая улица в центре Москвы в Хамовниках между Комсомольским проспектом и улицей Тимура Фрунзе.

## Происхождение названия
Названия Малого и Большого Чудовых переулков закрепилось в XIX веке. Здесь находилось подворье Чудова монастыря, основанного в Кремле митрополитом Алексием в 1365 году. На подворье жили монастырские «работные люди» (огородники). После упразднения Малого сохранился только Большой Чудов переулок.

## Описание
Переулок проходит справа от Комсомольского проспекта, начинаясь напротив южной оконечности Крымской эстакады над Садовым кольцом, к улице Тимура Фрунзе вдоль здания Центрального НИИ стоматологии (ул. Тимура Фрунзе, 16). За переулком числится два дома.

## Здания и сооружения
По нечётной стороне:
- № 5 — Доходный дом Е. Н. Свешниковой (1902—1903, архитектор К. К. Гиппиус)

По чётной стороне:
- № 8, строение 1 — Центр международной образовательной деятельности интеробразование ФГУ; Межведомственный аналитический центр социальных инноваций Федерального агентства по здравоохранению и социальному развитию ФГУ; ООО "Марколин-Рус".